# Table des caractères Unicode/UAAE0
Cette page contient des caractères spéciaux ou non latins. S’ils s’affichent mal (▯, ?, etc.), consultez la page d’aide Unicode.
Table des caractères Unicode U+AAE0 à U+AAFF.

## Meitei mayek — extensions(Unicode 6.1)
Utilisés en plus de ceux du bloc Meitei mayek principal pour l’écriture brahmique avec l’abugida meitei mayek dans sa version ancienne, notamment de la langue meitei.

## Table des caractères
| en fr  | 0 | 1 | 2 | 3 | 4 | 5 | 6 | 7 | 8 | 9 | A | B | C | D | E | F |
| ------ | - | - | - | - | - | - | - | - | - | - | - | - | - | - | - | - |
| U+AAE0 | ꫠ | ꫡ | ꫢ | ꫣ | ꫤ | ꫥ | ꫦ | ꫧ | ꫨ | ꫩ | ꫪ | ꯀꫫ | ꯀꫬ | ꯀꫭ | ꯀꫮ | ꯀꫯ |
| U+AAF0 | ꫰ | ꫱ | ꫲ | ꫳ | ꫴ | ꯀꫵ | ꯀ꫶ |   |   |   |   |   |   |   |   |   |